# DWF donnawomanfemme
DWF donnawomanfemme è una rivista femminista fondata nel 1975 da Annarita Buttafuoco e Tilde Capomazza che si propone come punto di riferimento della cultura femminile in Italia e nel mondo.

## Struttura
I singoli fascicoli prevedono una prima sezione centrata sul tema impostato nell'editoriale; una seconda sezione Sequenze contenente alcuni saggi originali o traduzioni; la rubrica legami magistrali in cui sono presenti saggi di giovani ricercatrici; ed infine recensioni e segnalazioni di libri e riviste.
La rivista compare nel web il 3 marzo 1999. La lista dei fascicoli dal 1976 al 2000 è consultabile in Internearchive, ora sul sito della rivista vi sono tutte le copertine ed e possibile consultare tutti gli indici della rivista e dal 2008 si può acquistare anche la copia digitale.

## Storia
La rivista ha avuto 3 serie: 
- la prima dal 1975 al 1976 con il sottotitolo Rivista internazionale di studi antropologici storici e sociali sulla donna
- la seconda dal 1976 al 1985 con il nome Nuova DWF. Donna Woman Femme. Quaderni di studi internazionali sulla donna
- la terza dal 1986 -. Con il titolo DFW.donnawomenfemme

Il fascicolo n. 48 del 2000 è stato dedicato ad Annarita Buttafuoco e ha in allegato un supplemento che contiene gli indici e gli abstracts 1975-200, ed è disponibile sia in forma cartacea che online

### Direttrici responsabili
- Tilde Capomazza - 1975-76
- Annarita Buttafuoco - 1976-1986
- Patrizia Cacioli - ? - ?
- Teresa Di Martino - 2012 -

### Gruppi redazionali
- 1982: Annarita Buttafuoco, Silvia Costantini, Rosanna De Longis, Donata Lodi, Maricla Tagliaferri, Gabriella Turnaturi
- 1998: Annalisa Biondi, Paola Bono, Patrizia Cacioli, Laura Fortini, Federica Giardini, Paola Masi.
- attuale: Giada Bonu, Patrizia Cacioli, Federica Castelli, Noemi Ciarniello, Teresa Di Martino, Paola Masi, Roberta Paoletti